# بابل‌تی

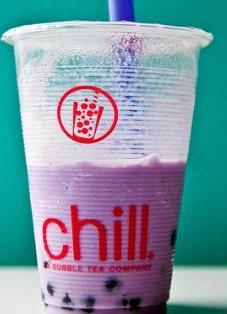
کف چای

بابِل‌تی (به انگلیسی: Bubble Tea)؛ (به چینی: 珍珠奶茶)؛ یا چای حبابی یک نوشیدنی است که سرد یا داغ سرو می‌شود و زادگاهش تایوان است. این نوشیدنی تایوانی به عنوان یک نوشیدنی محلی شروع شد و در چند دهه اخیر محبوبیت زیادی در کشورهای مختلف دنیا پیدا کرده‌است؛ این نوشیدنی به دلیل قند «ساکرز» بیش از حد، برای افراد مبتلا به دیابت توصیه نمی‌شود.

## پیشینه
بابل‌تی ریشه در فرهنگ سنتی چای تایوانی دارد که قدمت آن به قرن هفدهم بازمی‌گردد. از زمان استعمار هلند در تایوان در سال‌های ۱۶۲۴–۱۶۶۲، شیر و شکر به چای در تایوان اضافه می‌شده‌است. با این حال، در دهه ۱۹۸۰ بود که بابل‌تی آن‌طور که امروز می‌شناسیم اختراع شد. پس از گسترش موج مهاجران تایوانی در چند دهه گذشته که این نوشیدنی را به خارج از کشور آوردند، بابل‌تی با سفر به آمریکا جایگاهی بین‌المللی و جهانی پیدا کرد و شهرتش را در این سفر بدست آورد.
«بابل» به دانه‌های همچون مروارید گفته می‌شوند که از گیاهی به نام تاپیوکا یا کاساوا تهیه شده‌اند و می‌بایست پیش از مصرف پخته شوند.

## تنوع
بابل‌تی انواع مختلفی دارد که معمولاً از چای سیاه، چای سبز، چای اولونگ و گاهی چای سفید تشکیل شده‌است. گونه دیگر، یوئنیونگ (به انگلیسی: yuenyeung، به چینی: 鴛鴦، نامگذاری شده از اردک ماندارین) در هنگ کنگ منشأ گرفته‌است و از چای سیاه، قهوه و شیر تشکیل شده‌است. انواع دیگر این نوشیدنی شامل نوشیدنی‌های چای مخلوط است. این تغییرات اغلب یا با بستنی مخلوط می‌شوند یا اسموتیهایی هستند که هم چای و هم میوه دارند.

### چاشنی‌ها

#### تاپیوکا (بوبا)
مروارید یا گوی‌های تاپیوکا (بوبا) رایج‌ترین ماده تشکیل دهنده بابل‌تی است، اگرچه راه‌های دیگری برای ساخت گوی‌های جویدنی موجود در بابل‌تی وجود دارد. رنگ گوی‌ها با توجه به ترکیبات ترکیب شده با تاپیوکا متفاوت است. بیشتر گوی‌ها یا مرواریدها سیاه رنگ هستند که از شکر قهوه‌ای به‌دست آمده‌اند.

#### ژله
ژله به اشکال مختلف در انواع بابل‌تی موجود است: مکعب‌های کوچک، ستاره‌ها یا نوارهای مستطیلی، و طعم‌هایی مانند ژلهٔ نارگیل، کنجاک یا کون‌نیاکو، لیچی یا سرخالو، ژلهٔ علف، انبه، قهوه و چای سبز. لوبیای آزوکی یا خمیر ماش، چاشنی‌های معمولی که در بالای این نوشیدنی می‌ریزند برای دسرهای یخی تراشیده شده تایوانی، طعم لطیف و همچنین بافتی به چای حباب‌دار می‌بخشد. آلوئه، پودینگ تخم مرغ (کاستارد)، ژله علف یا گندمیان، و ساگو نیز در بسیاری از فروشگاه‌های بابل‌تی یافت می‌شوند. پاپینگ بوبا یا کره‌هایی که داخل آن آب میوه یا شربت دارند، دیگر چاشنی‌های محبوب بابل‌تی هستند. طعم‌ها عبارتند از انبه، توت فرنگی، نارگیل، کیوی و خربزه عسل.
برخی از فروشگاه‌ها کف شیر یا پنیر را در بالای نوشیدنی عرضه می‌کنند که به این نوشیدنی نوعی قوام شبیه به خامهٔ فرم گرفته و طعمی شور می‌دهد. یکی از فروشگاه‌ها تأثیر کف پنیر را این‌گونه توصیف می‌کند که «تلخی چای را خنثی می‌کند… و وقتی آن را می‌نوشید، شیرینی برگشتی چای را می‌چشید».
نوآوری در بابل‌تی اصلی همچنان ادامه دارد. فروشگاه‌های زیادی در سرتاسر جهان به‌طور مداوم در حال آزمایش طعم‌ها، افزودنی‌ها و مخلوط‌های جدید هستند. چایخانه‌های سنتی در سراسر آسیا نیز به این اشتیاق در نوآوری پیوسته‌اند و این روند به کشورهایی مانند سنگاپور، ژاپن، کره جنوبی و کشورهای دیگر منطقه هم رسیده‌است.

## محبوبیت
بابل‌تی به قدری در سطح جهانی محبوبیت پیدا کرده‌است که در ۲۹ ژانویه ۲۰۲۰ رسماً به عنوان یک ایموجی جدید معرفی شد و در ۲۹ ژانویه ۲۰۲۳ گوگل دودل در بخش وسیعی از دنیا با تغییر نشان خود توجه‌ها را به آن معطوف کرد.

## فواید و مضرات
طبق بررسی و تحقیقات به عمل آمده گیاه تاپیوکا حاوی آهن و آنتی‌اکسیدان است.
در ژوئیه ۲۰۱۹، بیمارستانی در سنگاپور نسبت به میزان قند بالای بابل‌تی هشدار داد زیرا این نوشیدنی در سنگاپور بسیار محبوب شده بود. در حالی که این بیمارستان فواید نوشیدن چای سبز و چای سیاه را به ترتیب در کاهش خطر بیماری‌های قلبی عروقی، دیابت، آرتریت و سرطان اذعان می‌کند، اما بیمارستان هشدار می‌دهد که افزودن مواد دیگری مانند خامه غیر لبنی و چاشنی‌ها در چای می‌تواند باعث افزایش چربی و قند موجود در چای و افزایش خطر ابتلا به بیماری‌های مزمن شود. خامه غیر لبنی یک جایگزین برای شیر است که حاوی چربی ترانس به شکل روغن پالم هیدروژنه است. بیمارستان هشدار داد که این روغن به شدت با افزایش خطر بیماری قلبی و سکته ارتباط دارد.
نگرانی دیگر در مورد چای حباب‌دار کالری بالای آن است که تا حدی به مرواریدهای تاپیوکا با کربوهیدرات بالا (یا 珍珠) نسبت داده می‌شود، که می‌تواند نیمی از کالری لازم را در یک بابل‌تی ۵۰۰ میلی لیتری تأمین کند.